# Vantoux (Moselle)
Pour les articles homonymes, voir Vantoux.
Vantoux est une commune française située dans le département de la Moselle, en région Grand Est.
Par référendum populaire du dimanche 14 septembre 2008, les habitants se sont renommés eux-mêmes « Vantousiens » en remplacement de « Vandales », gentilé d'origine controversée,.

## Géographie

### Localisation
Vantoux se trouve au nord-est de Metz. 
Le village est traversé d'est en ouest par le ruisseau de Vallières, au bord duquel se trouve la chapelle (aujourd'hui propriété privée).

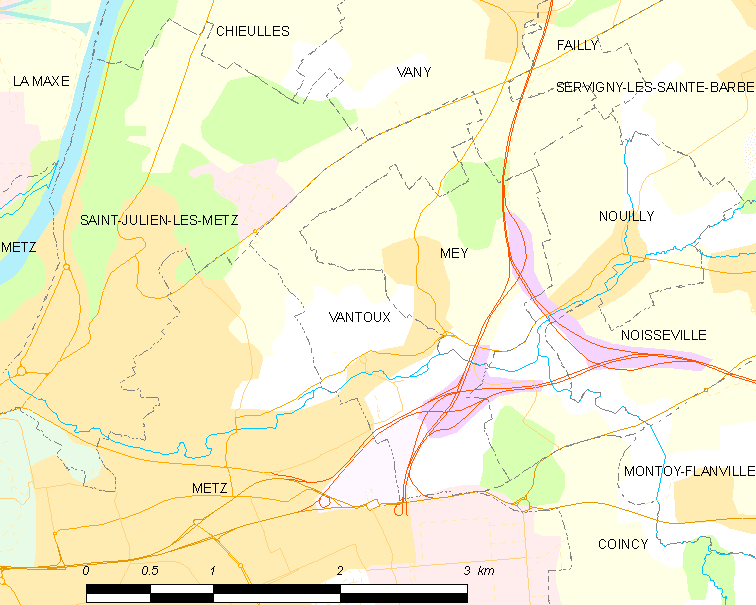
Carte de la commune.

### Communes limitrophes
Les communes limitrophes sont Vany, Coincy, Metz, Mey, Nouilly et Saint-Julien-lès-Metz.

### Hydrographie et les eaux souterraines
Hydrogéologie et climatologie : Système d’information pour la gestion des eaux souterraines du bassin Rhin-Meuse :
Territoire communal : Occupation du sol (Corinne Land Cover); Cours d'eau (BD Carthage),
Géologie : Carte géologique; Coupes géologiques et techniques,
 Hydrogéologie : Masses d'eau souterraine; BD Lisa; Cartes piézométriques.
La commune est située dans le bassin versant du Rhin au sein du bassin Rhin-Meuse. Elle est drainée par le ruisseau de Vallieres.
Le ruisseau de Vallieres, d'une longueur totale de 14 km, prend sa source dans la commune de Glatigny et se jette  dans un bras mort de la Moselle à Saint-Julien-lès-Metz en limite avec Metz, après avoir traversé neuf communes.

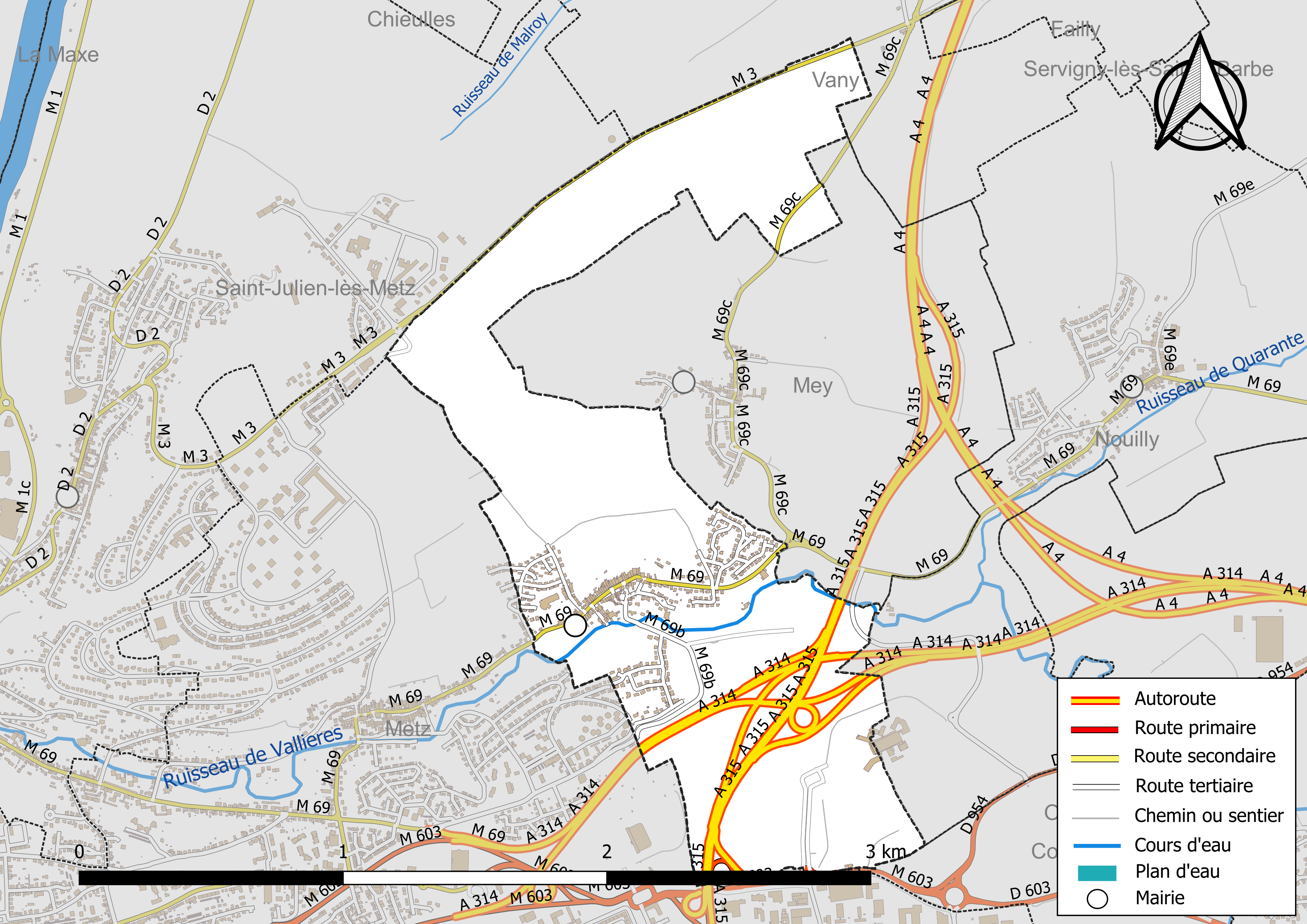
Réseaux hydrographique et routier de Vantoux.

La qualité du ruisseau de Vallières peut être consultée sur un site dédié géré par les agences de l’eau et l’Agence française pour la biodiversité.

### Climat
Pour des articles plus généraux, voir Climat du Grand Est et Climat de la Moselle.
En 2010, le climat de la commune est de type climat des marges montargnardes, selon une étude du Centre national de la recherche scientifique s'appuyant sur une série de données couvrant la période 1971-2000. En 2020, Météo-France publie une typologie des climats de la France métropolitaine dans laquelle la commune est exposée à un climat semi-continental et est dans la région climatique  Lorraine, plateau de Langres, Morvan, caractérisée par un hiver rude (1,5 °C), des vents modérés et des brouillards fréquents en automne et hiver. 
Pour la période 1971-2000, la température annuelle moyenne est de 9,9 °C, avec une amplitude thermique annuelle de 16,8 °C. Le cumul annuel moyen de précipitations est de 766 mm, avec 11,9 jours de précipitations en janvier et 9,3 jours en juillet. Pour la période 1991-2020, la température moyenne annuelle observée sur la station météorologique de Météo-France la plus proche, « Metz-Frescaty », sur la commune d'Augny à 11 km à vol d'oiseau, est de 11,1 °C et le cumul annuel moyen de précipitations est de 713,5 mm. 
La température maximale relevée sur cette station est de 39,7 °C, atteinte le 25 juillet 2019 ; la température minimale est de −23,2 °C, atteinte le 17 février 1956,,. 
Les paramètres climatiques de la commune ont été estimés pour le milieu du siècle (2041-2070) selon différents scénarios d'émission de gaz à effet de serre à partir des nouvelles projections climatiques de référence DRIAS-2020. Ils sont consultables sur un site dédié publié par Météo-France en novembre 2022.

## Urbanisme

### Typologie
Au 1er janvier 2024, Vantoux est catégorisée ceinture urbaine, selon la nouvelle grille communale de densité à sept niveaux définie par l'Insee en 2022.
Elle appartient à l'unité urbaine de Metz, une agglomération intra-départementale regroupant 42  communes, dont elle est une commune de la banlieue,,. Par ailleurs la commune fait partie de l'aire d'attraction de Metz, dont elle est une commune de la couronne,. Cette aire, qui regroupe 245 communes, est catégorisée dans les aires de 200 000 à moins de 700 000 habitants,.

### Occupation des sols
L'occupation des sols de la commune, telle qu'elle ressort de la base de données européenne d’occupation biophysique des sols Corine Land Cover (CLC), est marquée par l'importance des territoires agricoles (55,7 % en 2018), en diminution par rapport à 1990 (74,4 %). La répartition détaillée en 2018 est la suivante : 
terres arables (36,2 %), zones agricoles hétérogènes (19,4 %), zones urbanisées (16 %), espaces verts artificialisés, non agricoles (13,4 %), zones industrielles ou commerciales et réseaux de communication (11,3 %), forêts (3,6 %). L'évolution de l’occupation des sols de la commune et de ses infrastructures peut être observée sur les différentes représentations cartographiques du territoire : la carte de Cassini (XVIIIe siècle), la carte d'état-major (1820-1866) et les cartes ou photos aériennes de l'IGN pour la période actuelle (1950 à aujourd'hui).

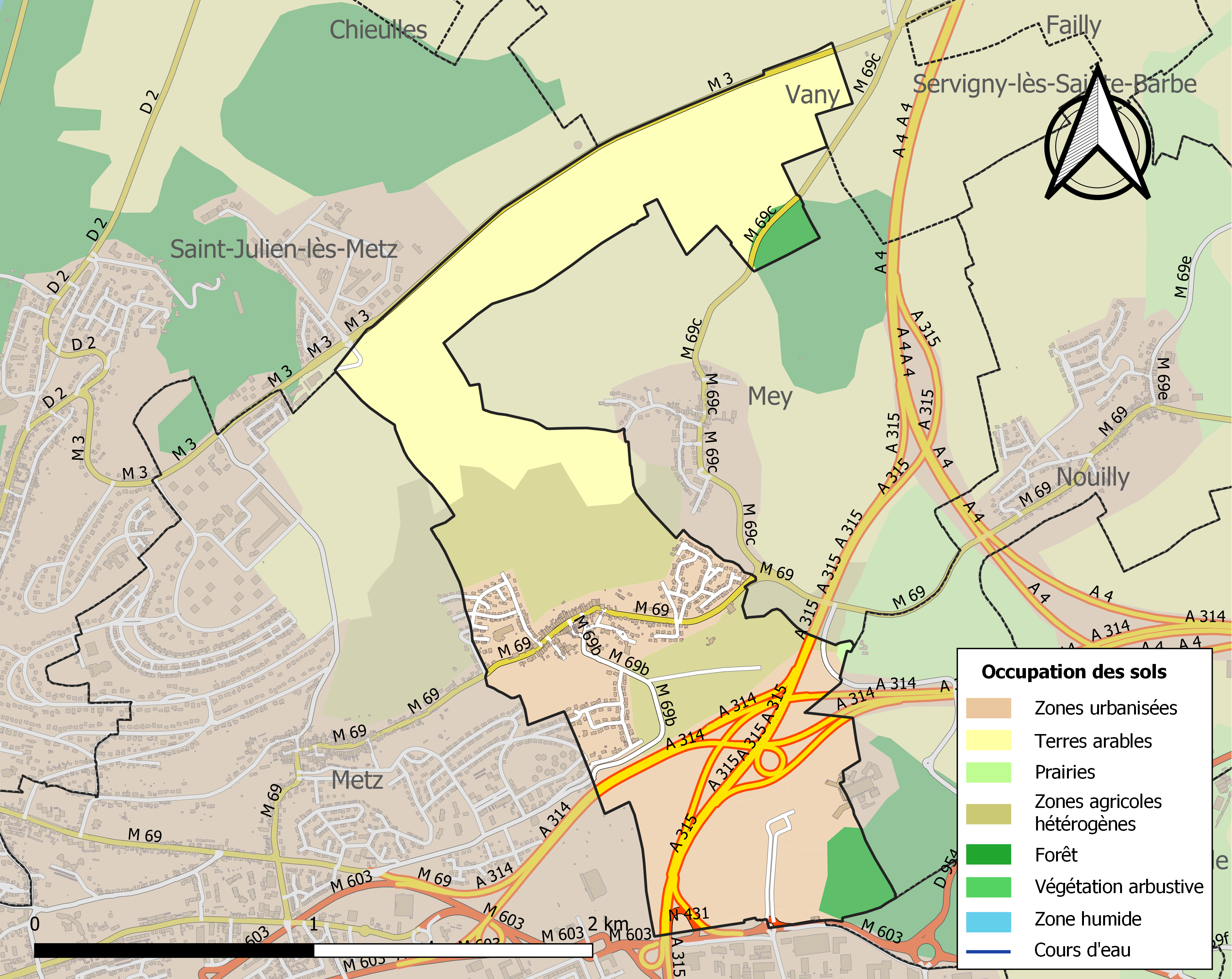
Carte des infrastructures et de l'occupation des sols de la commune en 2018 (CLC).

### Voies de communications et transports

#### Voies routières
- A314 et A315[18].

#### Transports en commun
- Fluo Grand Est.

##### Lignes SNCF
- Gare de Metz.

#### Transports aériens
- Aéroport de Metz-Nancy-Lorraine.

### Sismicité
Commune située dans une zone 1 de sismicité très faible.

## Toponymie
- 1128 : Ventous, 1146 : Ventoy, 1147-58 : Ventousa, 1161 : Ventous, 1165 : Ventoso, 1173 : Ventos, 1226 : Vantox, 1269 : Ventouz, 1327 : Ventos, 1335 : Vantouz, Vantous, 1510 : Ventoux, 1544 : Vantou[20].
- Wanten (1915–1918 et 1940–1944).

## Histoire
Vantoux dépendait de l'ancien Saulnois du pays messin, partagé en quatre bans et seigneuries.
En 1830, sur quatre cent cinquante habitants de Vantoux, deux cent onze sont juifs. La synagogue a été désaffectée en 1929.
Le village a constitué un village de repli pour les juifs de Metz (synagogue avant 1940).

## Politique et administration
| Période                                  | Période   | Identité            | Étiquette | Qualité |
| ---------------------------------------- | --------- | ------------------- | --------- | ------- |
| Les données manquantes sont à compléter. |           |                     |           |         |
| mars 1995                                | mars 2001 | Raymond Mervelet    |           |         |
| mars 2001                                | mars 2008 | Daniel Grosjean     | DVD       |         |
| mars 2008                                | mars 2014 | Claude Bellei       | MoDem     |         |
| avril 2014                               | mai 2020  | Bertrand Brigaudeau |           |         |
| mai 2020                                 | En cours  | Antoine Dorr        |           |         |

### Budget et fiscalité 2022
En 2022, le budget de la commune était constitué ainsi :
- total des produits de fonctionnement : 593 000 €, soit 704 € par habitant ;
- total des charges de fonctionnement : 454 000 €, soit 539 € par habitant ;
- total des ressources d'investissement : 179 000 €, soit 213 € par habitant ;
- total des emplois d'investissement : 225 000 €, soit 267 € par habitant ;
- endettement : 2 000 €, soit 3 € par habitant.

Avec les taux de fiscalité suivants :
- taxe d'habitation : 13,21 % ;
- taxe foncière sur les propriétés bâties : 27,59 % ;
- taxe foncière sur les propriétés non bâties : 56,85 % ;
- taxe additionnelle à la taxe foncière sur les propriétés non bâties : 0,00 % ;
- cotisation foncière des entreprises : 0,00 %.

Chiffres clés Revenus et pauvreté des ménages en 2021 : médiane en 2021 du revenu disponible, par unité de consommation : 30 980 €.

## Économie

### Entreprises et commerces

#### Agriculture
- il n’y a pas d’élevage à Vantoux, mais seulement de grandes cultures. La commune possédait jadis un grand vignoble, qui

occupait les coteaux. Il a été ravagé par le phylloxéra vers 1880.

#### Tourisme
- Hébergements et restauration à Metz, La Maxe, Woippy.

#### Commerces
- Commerces et services de proximité.

## Population et société

### Démographie

#### Évolution démographique
L'évolution du nombre d'habitants est connue à travers les recensements de la population effectués dans la commune depuis 1793. Pour les communes de moins de 10 000 habitants, une enquête de recensement portant sur toute la population est réalisée tous les cinq ans, les populations de référence des années intermédiaires étant quant à elles estimées par interpolation ou extrapolation. Pour la commune, le premier recensement exhaustif entrant dans le cadre du nouveau dispositif a été réalisé en 2007.

En 2022, la commune comptait 818 habitants, en évolution de −5,76 % par rapport à 2016 (Moselle : +0,52 %, France hors Mayotte : +2,11 %).
| 1793 | 1800 | 1806 | 1821 | 1836 | 1841 | 1861 | 1866 | 1871 |
| ---- | ---- | ---- | ---- | ---- | ---- | ---- | ---- | ---- |
| 363  | 411  | 438  | 339  | 448  | 487  | 406  | 388  | 413  |

| 1875 | 1880 | 1885 | 1890 | 1895 | 1900 | 1905 | 1910 | 1921 |
| ---- | ---- | ---- | ---- | ---- | ---- | ---- | ---- | ---- |
| 349  | 343  | 320  | 338  | 317  | 306  | 489  | 419  | 279  |

| 1926 | 1931 | 1936 | 1946 | 1954 | 1962 | 1968 | 1975 | 1982 |
| ---- | ---- | ---- | ---- | ---- | ---- | ---- | ---- | ---- |
| 280  | 283  | 279  | 294  | 324  | 312  | 310  | 517  | 474  |

| 1990 | 1999 | 2006 | 2007 | 2012 | 2017 | 2022 | - | - |
| ---- | ---- | ---- | ---- | ---- | ---- | ---- | - | - |
| 725  | 808  | 916  | 931  | 909  | 851  | 818  | - | - |

### Enseignement
Établissements d'enseignements :
- Écoles maternelles et primaires à Vantoux, Metz,
- Collèges à Metz.
- Lycées à Metz.

### Santé
Professionnels et établissements de santé :
- Médecins à Saint-Julien-lès-Metz, Noisseville, Metz.
- Pharmacies à Saint-Julien-lès-Metz, Noisseville, Metz.
- Hôpitaux à Metz.

### Cultes
- Culte catholique, Communauté de Paroisses Sainte Jeanne Jugan du Désiremont : Metz-Bellecroix, Metz-Vallières, Vantoux, Mey, Saint-Julien-lès-Metz[31], Diocèse de Metz.

## Culture locale et patrimoine

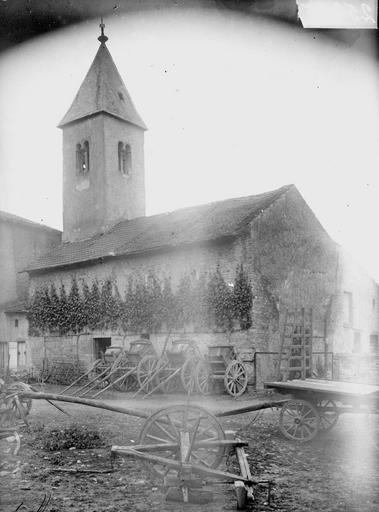
Clocher de l'église.
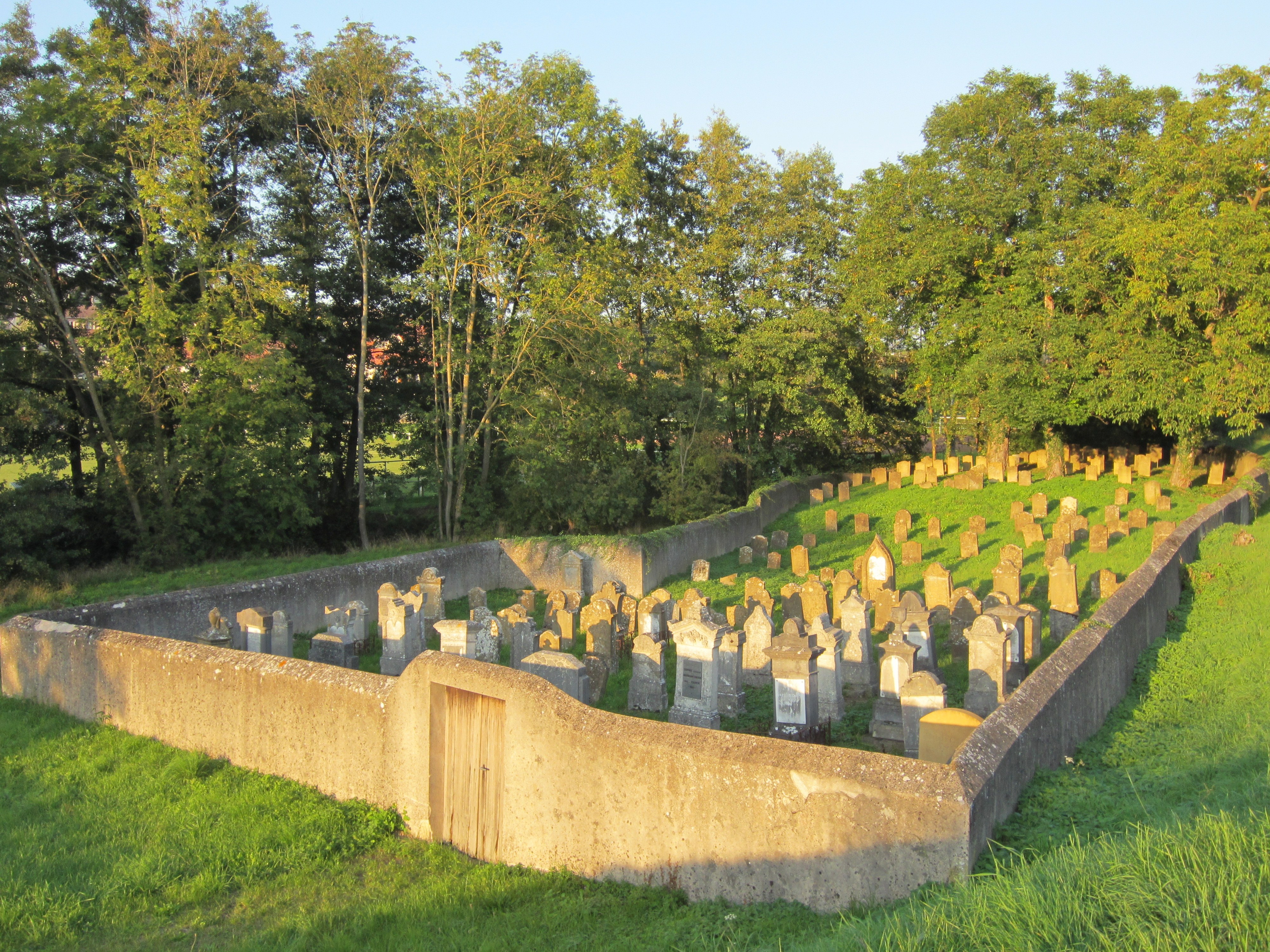
Cimetière israélite de 1736.
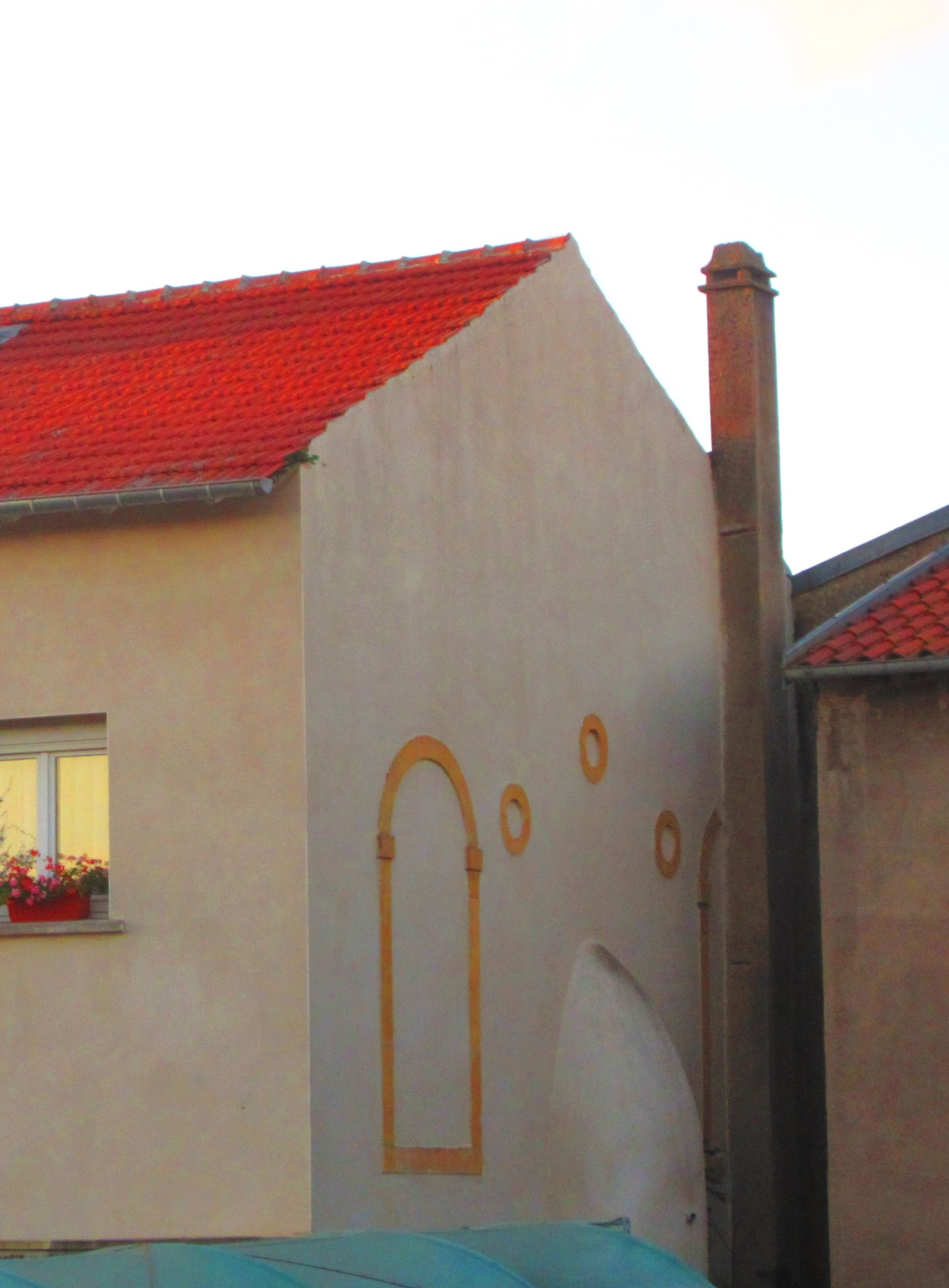
Ancienne synagogue de 1777.

### Lieux et monuments
- Arès avoir traversé le territoire de Vallières, la voie romaine de Metz à Worms passait à droite de Vantoux[32]  ;
- Ancienne gare (à proximité de l’autoroute A314) et ancien viaduc appartenant à la ligne Metz - Anzeling (reste de culée en ruine sur le ban de Mey) ;
- Tour-pigeonnier ;
- Château XIXe siècle, construit en 1870[33] ;
- École primaire de Vantoux construite en 1951 [34], architectes Henri Prouvé et Jean Prouvé, transformée en galerie d’art contemporain en 2024[35],[36].

### Édifices religieux
- Ancienne chapelle Saint-Barthélemy XIe siècle, désaffectée : clocher, narthex ; nef et emplacement du chœur détruit à la Révolution ;
- Croix de Louve[37]. La croix de la Louve était originellement située au bord de la route de Bouzonville plus près de Saint-Julien-lès-Metz. Elle fut déplacée à Villers-l’Orme sur la commune de Vany.
- Ancienne synagogue, première construite en 1777, de la seconde restent les supports de la galerie des dames, et l'arche sainte,

### Cimetières
- Cimetière israélite[38], aménagé sur un terrain en forte pente entre 1736 et 1739[39].
- Tombe collective allemande 1870-1871.

### Personnalités liées à la commune
- Jean-Julien Barbé (1858-1950), archiviste et érudit du pays messin.
- Léon Zéliqzon (1858-1944), né à Vantoux, spécialiste du patois lorrain roman.

### Héraldique
| Blason de Vantoux | Blason  | D'azur à l'édifice à trois colonnes, sommé d'un toit fleuronné, sur une terrasse, le tout d'or. |
| Blason de Vantoux | Détails | Le statut officiel du blason reste à déterminer.                                                |